# 加蒂耶尔
加蒂耶尔（法語：Gattières，法語發音：[ɡatjɛʁ]）是法国滨海阿尔卑斯省的一个市镇，位于该省中南部，瓦尔河右岸，属于格拉斯区。

## 地理
加蒂耶尔（43°45'34"N, 7°10'33"E）面积10.03 平方千米，位于法国普罗旺斯-阿尔卑斯-蓝色海岸大区滨海阿尔卑斯省，该省份为法国东南部沿海省份，南濒地中海，西南至瓦尔省，西北接上普罗旺斯阿尔卑斯省，北部和东部与意大利接壤。
与加蒂耶尔接壤的市镇（或旧市镇、城区）包括：贝佐丹莱萨尔普、勒布罗克、卡罗斯、科洛马尔、尼斯、圣让内。
加蒂耶尔的时区为UTC+01:00、UTC+02:00（夏令时）。

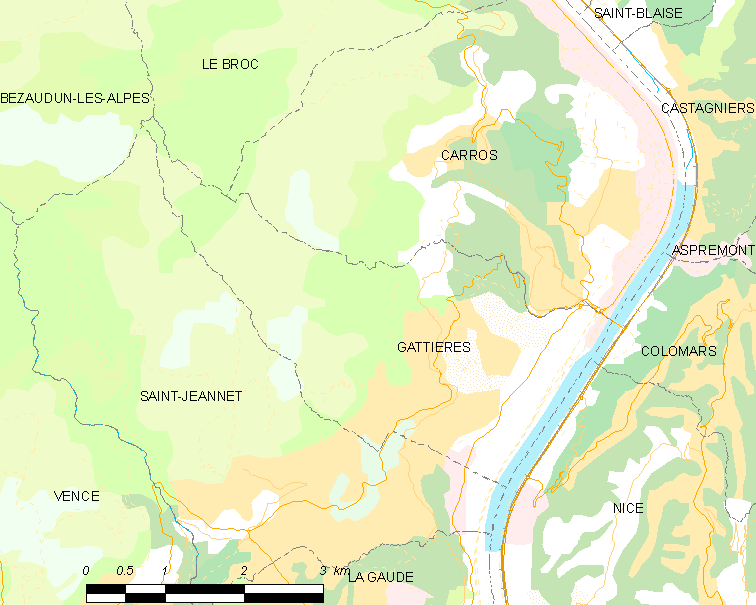
加蒂耶尔的OSM定位图

## 行政
加蒂耶尔的邮政编码为06510，INSEE市镇编码为06064。

## 政治
加蒂耶尔所属的省级选区为尼斯第三县。

## 人口

1962-2008年间加蒂耶尔人口变化图示

加蒂耶尔于2022年1月1日时的人口数量为4345人。